# Eugène Édouard Boyer de Peyreleau
Pour les articles homonymes, voir Boyer.
Eugène Édouard Boyer de Peyreleau, baron de l'Empire est un militaire et homme politique français, né le 18 septembre 1774 à Alès (Gard) et mort le 5 septembre 1856 dans la même ville.

## Biographie
Boyer de Peyreleau sert sous les ordres de Jacques Alexandre Law de Lauriston dans la Grande Armée.
Au moment de la Restauration, il est nommé commandant en second de la Guadeloupe le 13 juin 1814 sous les ordres du gouverneur Charles Alexandre Léon Durand de Linois mais ne sera sur l'île que le 14 octobre. Durant les Cent-Jours, il semble rallier Napoléon. La Guadeloupe est divisée en trois, le courant monarchique, le courant bonapartiste et le courant britannique (des planteurs militants). En secret, les planteurs contactent les autorités anglaises installées à Antigua qui sont indécises. Le 6 juin 1815, la Guadeloupe est en état de siège. Le 15 juin, une goélette du Gouvernement impérial, envoyé pour obtenir le ralliement de la Guadeloupe et de la Martinique, débarque ce qui oblige Boyer à faire pression sur le Gouverneur de Linois. À la suite du refus de Linois, le 18 juin, il ordonne l'arrestation de plusieurs fonctionnaires et la séquestration du gouverneur et annonce le 19 son ralliement à l'empereur. Les anglais interviennent et le 10 août Linois et Boyer capitulent. 
Il est traduit devant un conseil de guerre en mars 1816, condamné à mort puis à vingt ans de prison. Gracié, il prend sa retraite dans ses terres du Gard. En 1825, il publie une histoire des Antilles françaises. Entre 1831 et 1841, il obtient deux mandats de député.

## Mandats
- Député du Gard (1831-1834)
- Député de l'Eure (1837-1841)

## Distinction
- Officier de la Légion d'honneur
- Chevalier de l'Ordre de Saint-Louis

## Ouvrage
- Eugène-Edouard Boyer-Peyreleau, Les Antilles françaises, particulièrement la Guadeloupe, depuis leur découverte jusqu'au 1er novembre 1825, t. premier, Paris, Chez Ladvocat, 1825, 420 p. (lire en ligne)
- Eugène-Edouard Boyer-Peyreleau, Les Antilles françaises, particulièrement la Guadeloupe, depuis leur découverte jusqu'au 1er novembre 1825, t. second, Paris, Chez Ladvocat, 1825, 466 p. (lire en ligne)
- Eugène-Edouard Boyer-Peyreleau, Les Antilles françaises, particulièrement la Guadeloupe, depuis leur découverte jusqu'au 1er novembre 1825, t. troisième, Paris, Chez Ladvocat, 1825, 528 p. (lire en ligne)
- Les Antilles françaises, vol. 2, Ladvocat, 1825 (présentation en ligne)

## Sources
- « Eugène Édouard Boyer de Peyreleau », dans Adolphe Robert et Gaston Cougny, Dictionnaire des parlementaires français, Edgar Bourloton, 1889-1891 [détail de l’édition]

1. ↑  « Histoire sucrière », sur Marie Galante Terre d'histoire (consulté le 18 janvier 2024)
2. ↑  Steeve Prudent, « Il y a 204 ans, Le Gouverneur de Linois arrêté, la Guadeloupe est prise par les anglais », sur La 1ère France TV Info, 17 juin 2019 (consulté le 18 janvier 2024)
3. ↑  « Ministère des Colonies. Guadeloupe - 1817 », sur ANOM (consulté le 18 janvier 2024)